# Linux RIP
Linux RIP (Recovery Is Possible, que traducido es, "La recuperación es posible") es una minidistribución liviana de GNU/Linux, basada en Slackware especialmente diseñada para un uso portátil. Incluye aplicaciones de recuperación desde un Live CD, una memoria USB o arrancando por red con PXE. El disco RIP se puede iniciar de dos maneras: una con X Window System que necesita 256MB de RAM y otra sin X que solo requiere 128 MB de memoria RAM. Sin embargo al iniciar sin el servidor X éste se puede ejecutar en cualquier momento.
Este sistema operativo portátil incluye varias herramientas básicas, como por ejemplo, un navegador web (Firefox), un editor de particiones de disco (GParted), entre otras herramientas útiles. El sistema de ventanas de Linux RIP es X Window System.
El propósito principal de esta distribución es, básicamente, administrar las particiones del disco y recuperar datos cuando, por ejemplo, el sistema operativo del disco rígido no puede arrancar y se requiere instalación; esto se puede lograr copiando la información recuperada en un disco o pendrive. El navegador de internet que incluye es útil para leer documentación en línea, e incluso usarse cuando el sistema operativo instalado en la computadora no funciona.
Las aplicaciones comunes de RIP son:
- TestDisk Para recuperar particiones borradas, haciendo caso omiso de la MBR y comprobación de cilindros en estructuras de sistema de archivos conocidos (FAT, NTFS, ext2/3/4, ReiserFS 3/4, XFS, etc..).
- PhotoRec para recuperar archivos eliminados (no solo fotos) ignorando el sistema de archivos así como bloques de disco para tipos de archivo conocidos en la comprobación.
- fdisk, cfdisk, parted y GParted (con la versión X11) para administración de partición/es.
- ntfsprogs (ntfsresize, ntfsclone, ntfsfix, mkntfs, etc.) para cambiar el tamaño, hacer copia de seguridad y restaurar, programar un CHKDSK en un arranque de Windows y realizar otras operaciones en sistemas de archivos NTFS.
- GNU ddrescue para recuperar datos de medios de almacenamiento que han fallado en la copia de datos de un archivo o dispositivo de bloques (disco duro, CD-ROM, disquete, etc.) a otro, tratando de recuperar datos en caso de errores de lectura.